# Olympische Winterspiele 2018/Snowboard – Big Air (Frauen)
Der Big-Air-Wettbewerb im Snowboard der Frauen bei den Olympischen Winterspielen 2018 wurde am 19. und 22. Februar 2018 im Bokwang Phoenix Park ausgetragen.
Olympiasiegerin wurde die Österreicherin Anna Gasser vor der US-Amerikanerin Jamie Anderson und Zoi Sadowski-Synnott aus Neuseeland.

## Ergebnisse

### Qualifikation
Q – Qualifikation für das Finale
| Rang | Athletin             | Land                             | 1. Lauf | 2. Lauf | Bester Lauf | Qualifikation |
| ---- | -------------------- | -------------------------------- | ------- | ------- | ----------- | ------------- |
| 1    | Anna Gasser          | Österreich                       | 88,25   | 98,00   | 98,00       | Q             |
| 2    | Yuka Fujimori        | Japan                            | 82,00   | 94,25   | 94,25       | Q             |
| 3    | Reira Iwabuchi       | Japan                            | 80,00   | 92,75   | 92,75       | Q             |
| 4    | Laurie Blouin        | Kanada                           | 90,25   | 92,25   | 92,25       | Q             |
| 5    | Zoi Sadowski-Synnott | Neuseeland                       | 72,75   | 92,00   | 92,00       | Q             |
| 6    | Jamie Anderson       | Vereinigte Staaten               | 30,25   | 90,00   | 90,00       | Q             |
| 7    | Miyabi Onitsuka      | Japan                            | 81,75   | 86,50   | 86,50       | Q             |
| 8    | Sina Candrian        | Schweiz                          | 31,75   | 86,00   | 86,00       | Q             |
| 9    | Julia Marino         | Vereinigte Staaten               | 83,75   | 85,25   | 85,25       | Q             |
| 10   | Silje Norendal       | Norwegen                         | 76,00   | 77,50   | 77,50       | Q             |
| 11   | Spencer O’Brien      | Kanada                           | 69,50   | 76,75   | 76,75       | Q             |
| 12   | Jessika Jenson       | Vereinigte Staaten               | 76,25   | 39,75   | 76,25       | Q             |
| 13   | Jessica Rich         | Australien                       | 73,50   | 74,25   | 74,25       |               |
| 14   | Hailey Langland      | Vereinigte Staaten               | 73,00   | 29,00   | 73,00       |               |
| 15   | Carla Somaini        | Schweiz                          | 70,75   | 24,75   | 70,75       |               |
| 16   | Enni Rukajärvi       | Finnland                         | 68,75   | 49,75   | 68,75       |               |
| 17   | Brooke Voigt         | Kanada                           | 67,75   | 32,00   | 67,75       |               |
| 18   | Elena Könz           | Schweiz                          | 62,00   | 65,75   | 65,75       |               |
| 19   | Šárka Pančochová     | Tschechien                       | 65,50   | 30,00   | 65,50       |               |
| 20   | Cheryl Maas          | Niederlande                      | 65,00   | 44,75   | 65,00       |               |
| 21   | Sofja Fjodorowa      | Olympische Athleten aus Russland | 64,00   | 23,25   | 64,00       |               |
| 22   | Isabel Derungs       | Schweiz                          | 54,00   | 59,25   | 59,25       |               |
| 23   | Klaudia Medlová      | Slowakei                         | 30,75   | 50,50   | 50,50       |               |
| 24   | Asami Hirono         | Japan                            | 27,50   | 37,75   | 37,75       |               |
| 25   | Aimee Fuller         | Großbritannien                   | 25,00   | 14,25   | 25,00       |               |
| 26   | Kateřina Vojáčková   | Tschechien                       | 19,00   | 10,50   | 19,00       |               |

### Finale
| Rang | Athletin             | Land               | 1. Lauf | 2. Lauf | 3. Lauf | Gesamt |
| ---- | -------------------- | ------------------ | ------- | ------- | ------- | ------ |
| 1    | Anna Gasser          | Österreich         | JNS     | 89,00   | 96,00   | 185,00 |
| 2    | Jamie Anderson       | Vereinigte Staaten | 90,00   | 87,25   | JNS     | 177,25 |
| 3    | Zoi Sadowski-Synnott | Neuseeland         | 65,50   | 92,00   | JNS     | 157,50 |
| 4    | Reira Iwabuchi       | Japan              | 79,75   | 67,75   | JNS     | 147,50 |
| 5    | Sina Candrian        | Schweiz            | JNS     | 76,25   | 64,00   | 140,25 |
| 6    | Silje Norendal       | Norwegen           | 70,50   | 61,00   | JNS     | 131,50 |
| 7    | Yuka Fujimori        | Japan              | 82,25   | 40,50   | JNS     | 122,75 |
| 8    | Miyabi Onitsuka      | Japan              | 78,75   | JNS     | 40,25   | 119,00 |
| 9    | Spencer O’Brien      | Kanada             | 51,25   | JNS     | 62,00   | 113,25 |
| 10   | Julia Marino         | Vereinigte Staaten | JNS     | 74,50   | 18,75   | 93,25  |
| 11   | Jessika Jenson       | Vereinigte Staaten | JNS     | 21,50   | 19,00   | 40,50  |
| 12   | Laurie Blouin        | Kanada             | JNS     | 39,25   | DNS     | 39,25  |